# Koszyłowce (gmina)
Koszyłowce – dawna gmina wiejska w powiecie zaleszczyckim województwa tarnopolskiego II Rzeczypospolitej. Siedzibą gminy były Koszyłowce.
Gminę utworzono 1 sierpnia 1934 r. w ramach reformy na podstawie ustawy scaleniowej z dotychczasowych gmin wiejskich: Burakówka, Capowce, Koszyłowce, Popowce, Słobódka Koszyłowiecka i Nyrków (część – Kolonja Podśniatynka).
W 1937 przyznano obywatelstwo honorowe gminy staroście zaleszczyckiemu Józefowi Krzyżanowskiemu.
Od września 1939 do lipca 1941 gmina znajdowała się pod okupacją ZSRR, a 1 sierpnia 1941 weszła w skład Generalnego Gubernatorstwa i nowo utworzonego dystryktu Galicja. Gmina przynależała odtąd do powiatu czortkowskiego (Kreishauptmannschaft Czortków). Przyłączono do niej wówczas obszar zlikwidowanej gminy Drohiczówka (gromady Chmielowa, Drohiczówka, Latacz, Sadki, Szutromińce i Świerzkowce), po czym gmina Dżuryń liczyła 13517 mieszkańców.
Po II wojnie światowej obszar gminy znalazł się w ZSRR.